# Саурис
Саурис (італ. Sauris, вен. Sauris) — муніципалітет в Італії, у регіоні Фріулі-Венеція-Джулія,  провінція Удіне.
Саурис розташований на відстані близько 510 км на північ від Рима, 130 км на північний захід від Трієста, 65 км на північний захід від Удіне.
Населення — 421 особа (2014).
Щорічний фестиваль відбувається 5 серпня. Покровитель — Sant'Osvaldo re e martire.

## Демографія
Населення за роками:

Станом на 1 січня 2023 року в муніципалітеті офіційно проживало 16 іноземців з 6 країн, серед них 8 громадян країн Євросоюзу та 3 громадяни України.

## Сусідні муніципалітети
- Ампеццо
- Форні-ді-Сопра
- Форні-ді-Сотто
- Оваро
- Прато-Карніко
- Віго-ді-Кадоре